# ロベール・マイヤール
ロベール・マイヤール（仏: Robert Maillart、1872年2月6日 - 1940年4月5日）は、スイスの構造家。ベルン生まれ。鉄筋コンクリートを使用した近代的なアーチ橋の設計で知られる。設計した橋は、薄いコンクリート床板と箱桁断面のアーチ構造から構成されており、20世紀のコンクリート構造の基本のひとつを確立している。

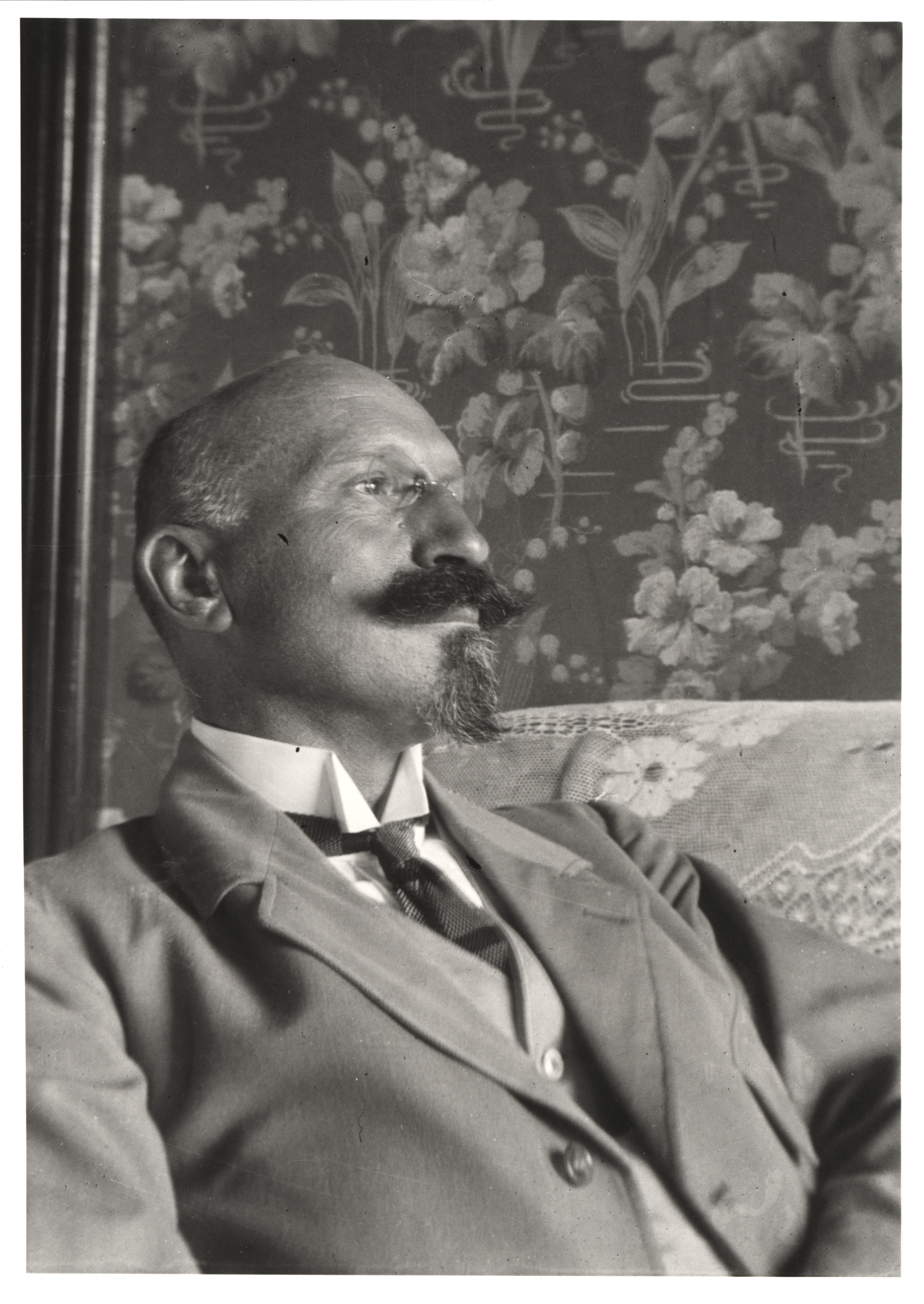
ロベール・マイヤール. 1925年

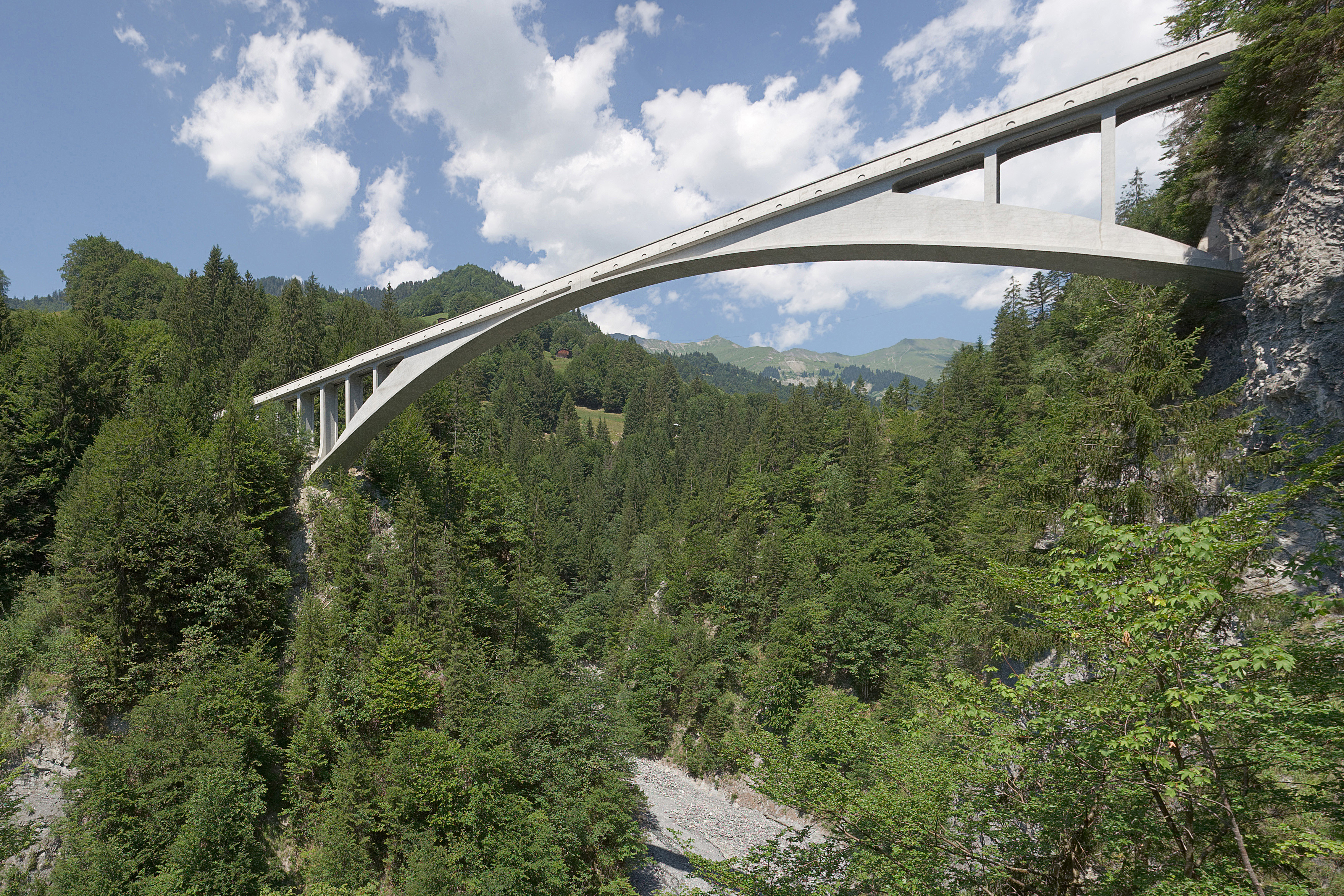
マイヤールの代表作、ザルギナトーベル橋（スイス・グラウビュンデン州）

## 経歴
1872年2月6日、高名な実業家・芸術家の家系に生まれる。先祖はベルギー人だったが、祖父ヘクトールの時代にスイスのジュネーヴ近郊に移り住み、その長男エドモンド、ベルンの名門キュプファー家に生まれた母親ベルタの間の6児中第5子として誕生した。
2歳の時に父親を失い、一家は窮乏生活に陥っている。その中でロベールは1885年から1889年まで、ベルン高等学校に通い、数学、特に幾何学と製図、絵画に秀でたが、語学や歴史は苦手だったという。
17歳の時、チューリッヒにあるスイス連邦工科大学（ETH）の入学資格試験に合格したが、入学年齢が法律により18歳以上と決められていたため、1年間ジュネーヴ市立時計製作専門学校に通う。
当時の欧州有数の高級技術者養成の場であるETHには、1890年10月に入学するが、この時のETHには、創立期にドイツから招聘された建築家ゴットフリート・ゼンパー（Gottfried Semper,1821-1881）や構造エンジニアカール・カルマン（CarlCulmann,1803-1879）の影響が強く残っており、視覚的表現や図式解法に重点を置いた教育をしていた。マイヤールもカルマンの弟子であるウィルヘルム・リッター（Wilhelm Ritter）に影響され、リッターの下で土木工学を学んだマイヤールは、学術的な理論よりも、構造物の創造とは美観的かつ科学的なものだ、というイメージを叩き込まれた。これによってマイヤールは鉄筋コンクリートという新しい材料を学んだだけでなく、リッターの設計に対する姿勢がマイヤールの経歴の形成の助けとなった。後に実務で設計をするようになった際にも構造形態を考案するとき、スケッチをすることを欠かさなかったという。また、在学中にリッターから補剛桁アーチ構造を習得し、その洗練を意識し始めたとされる。
彼が履修したカリキュラムにコンクリート工学も不静定横造物の解析理論も含まれていなかった。また当時スイスでは未だコンクリート構造建造物は普及しておらず、フランスのフランソワ・アネビク（Francois Hennebique）が開発した鉄筋コンクリート構造が土木・建築系の学協会誌等の出版物や博覧会を通じて紹介され始めたばかりであった。マイヤールは、スイスにおけるアネビクの代理業務を行っていた技術者ド・モイン（S.deMollin）が1901年にチューリッヒで行ったコンクリート構造の講演に感動し、鉄筋コンクリートの多様な可能性に興味を抱いたという。
1894年に修了証を授与され卒業。ETHを出たマイヤールは、ベルン市のビュンピン＝ヘルツオグ社に入社。1895年10月ローザンヌ郊外のモルジュへ鉄道建設のために派遣された。1896年、バンビニーへ移り、そこで初めて自ら設計した橋（支間長6mRCブロック造単径間円弧アーチ）の建設に従事した。
1899年、チューリッヒ市公共事業局の土木建設部門に移籍。技師長ウェナーのもとでジール川に架かるStauffacher橋（支間39m）の設計に携わり、恩師リッターの助言に基づき、ここではじめて3ヒンジのコンクリートアーチ構造をこころみる。このときのアーチ・リブと垂直材は無筋で、スラブ部分のみ鉄筋入りとした彼の案は他の案よりも経済的だったため、実際に建設され現在も健在である。ただし建築家に側面に組石造式壁面の装飾を施されているので、外観は古典的な石造アーチにみえる。
その後フロト＝ウェスタンマン社に移籍し、転職後は弾性理論を用いた鉄道橋梁の構造計算に携わったりしたが、1901年に設計したのツオンのイン川に架かる1径間・支間長38.20mの橋梁は、3ヒンジアーチ構造をそのまま形態に表し出した最初のものとなる。橋の外観はソリッドなアーチに見えるが、実際は箱型の中空間断面をもつマイヤール自身が独自に考案したものであった。
1902年に独立し、自身の設計事務所をチューリッヒに設立。1913年までの間に74もの橋梁の設計を手がけた。トウール川のビルイルに架かる橋など、箱型断面2径間3ヒンジコンクリートアーチを多く生み出す。3ヒンジ構造の橋としては他にジュネーヴ郊外のアルブ川に架かるヴェセイ（Vessey）橋等がある。グリソン州クロスター（Klosters）のランドクヴアルト（Landquart）川に架かる橋では曲面を使ったアーチ構造を考案している。
ライン川のタグァナサ（タヴァナザ）に架かる橋（支間長38.4m）は、全く新しい形態を生み出している。アーチのスパンドレル部に鉛直のクラックが引っ張り力のために入るという問題があったので、思い切ってスパンドレルが開放された形態を創出する。
事務所を開設してからはまた、工場や倉庫建築も手がけるようになり、全く新しいコンクリート構造形態を生み出すことを心がけながら設計に関与していった。1907年には、フランソワ・アネビクのもとでダーヴォースのコンクリート製建築クイーン・アレクサンドラサナトリウム（トゥールガウアヘルスセンター）の構造設計を担当する。
1930年、グリソン州シールズ（Schiers）に架かるザルギナトーベル橋は、山道が深い谷をこえる極めて絶妙のバランスを保った造形を有する3ヒンジRCアーチの橋梁として名高い。それまでの伝統的な石造アーチ構造の模倣から解放された。この構造デザインは今日でも構造開発のモデルになっている。
1936年、王立英国建築家協会（RIBA）のフェローに選出された。1947年、ロベール・マイヤール展がニューヨーク近代美術館で開催された。

## 特徴
ひたむきな性格の持ち主で、地道な探究心が全く新しい構造形式を創出した源泉であったと言われる。ただ当時としては余りに斬新な発想だったため、マイヤールに与えられた仕事の大半は幹線道路や都市内の主要街路の橋よりも山中の林道や郊外の農道の橋が多く、彼の作品が人々の日に触れる機会はあまり多くないが、現在もスイス国内には彼が設計した44の橋が残っている。
設計された橋の特徴としては、3ピンアーチや中空箱桁のように荷重を橋全体で支える事によって、力学に合理的な力の流れを作り、美観の面でも優れた橋を数多く設計している。彼の設計した中で最も有名な橋がサルギナトーベル橋であり、同橋はその後スイスで国家的重要遺産に指定されたほか、1991年には米国土木学会から世界的歴史土木構造のランドマークに、2001年には英国の業界誌である『Bridge – Design and Engineering』から「世紀で最も美しい橋」に選出されている。
マイヤールの構造設計思想は、ETH教授クリスチャン・メン（Christian Menn）等に受け継がれ理論的に発展していった。そのメンの教え子であるサンティアゴ・カラトラバもマイヤールを崇敬しているという。

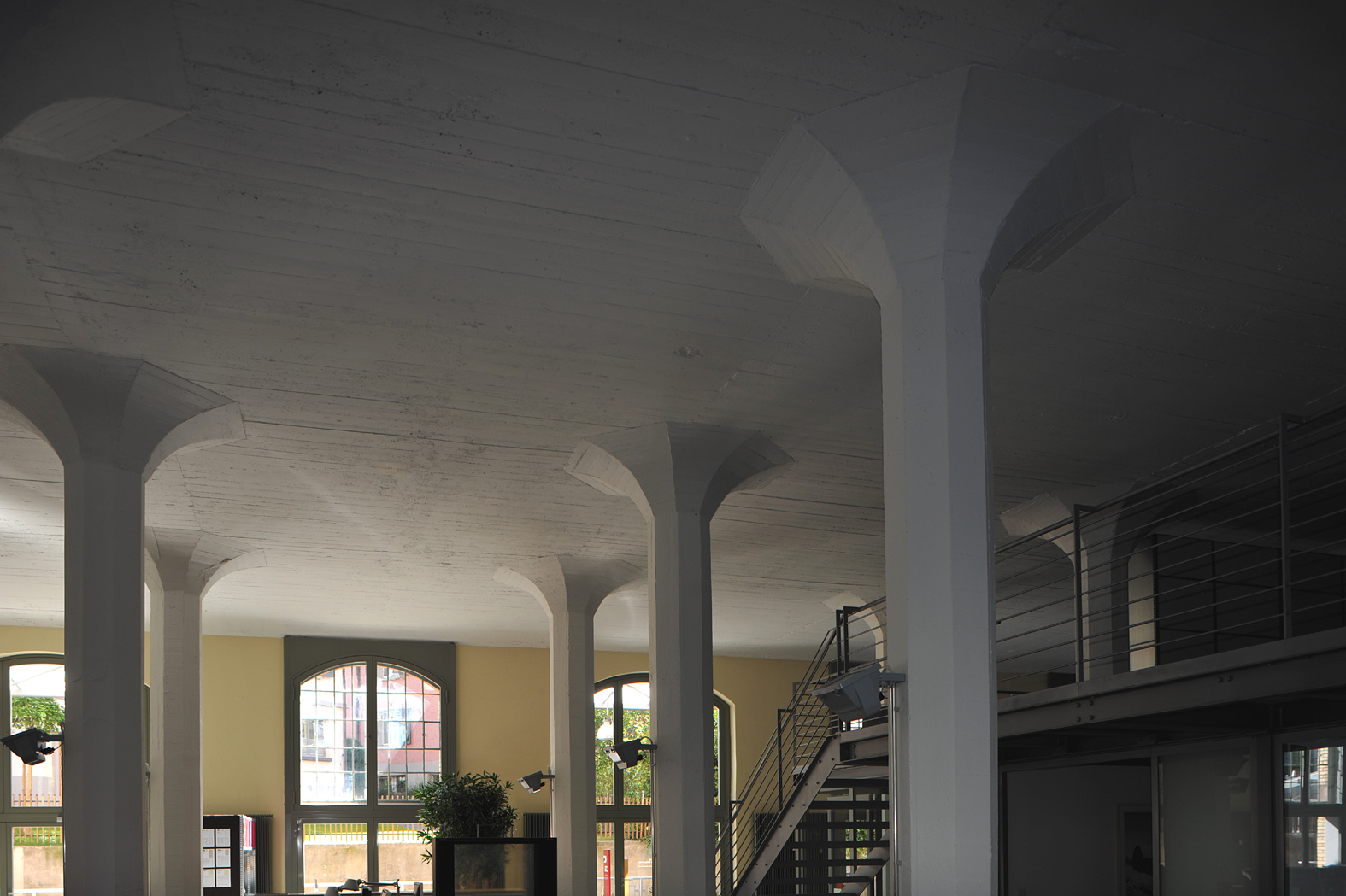
チューリッヒにあるギエッシュベル倉庫で、マイヤールの最初のキノコ型スラブ (1910年)

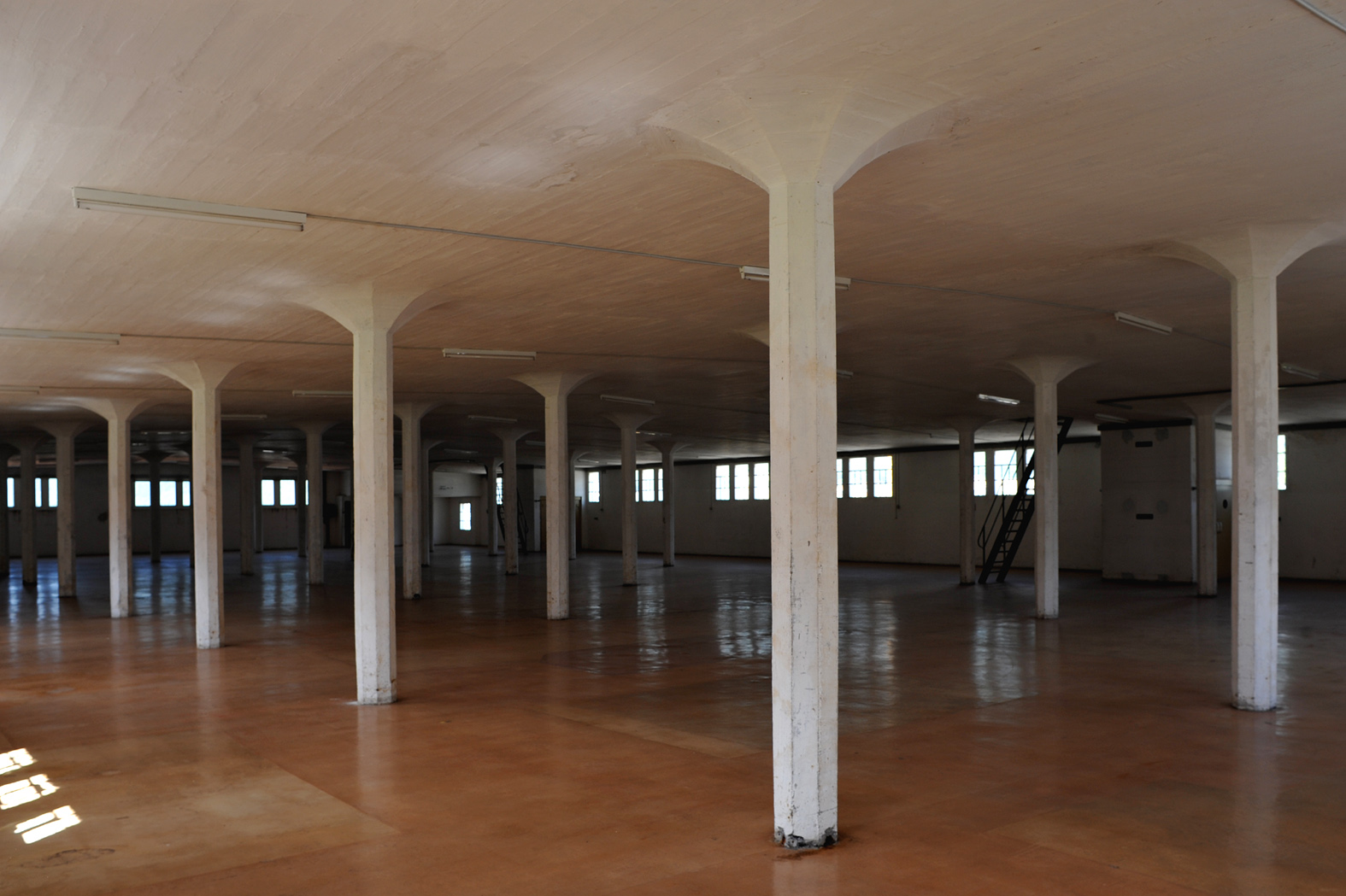
スイス連邦アルトドルフの穀物貯蔵庫・3階にみえるキノコ型スラブ（1912年)

## 主な設計
- タヴァナザ橋（Tavanasa Bridge）　グリゾン　1905年　ライン川にかかりそのスパン51メートル　幅3.6メートル、３ピンアーチ式　はじめてアーチと路盤の面とをひとつの構造単位いまとめて一体化。1927年の山崩れにより倒壊
- ツオツ橋（Zuoz Bridge）
- サルギナトーベル橋　1929-1930
- シュバントバッハ橋（en:Schwandbach Bridge）　ベルン　1933年　スラブ剛性を積極的に荷重支持させる形式へ
- ギエッシュベル倉庫スラブ（The warehouse Giesshübel） チューリッヒ  マッシュルーム構造天井の倉庫　1910年　針全体を床版のようにあつかった
- アルヴ川にかかる橋梁（Arve Bridge）　ジュネーヴ近郊　1936年-1937年
- スタウファッハー橋（Stauffacher Bridge）
- ロスグラーベン橋（Rossgraben Bridge）